# 故鄉劫
《故鄉劫》（英語：Hometown Plunders），又名《落日孤鶩》，是1966年上映的一部台灣黑白電影，由張曾澤執導，歐威、江繡雲、張小燕、葛香亭、何玉華及林璣主演，改編自尼洛的長篇小說《近鄉情怯》。電影榮獲第5屆金馬獎揭發共匪暴政特別獎，歐威亦憑本片奪得金馬獎最佳男主角。

## 背景
本電影的雛型始於1958年《中央日報》徵文，台灣作家尼洛以長篇小說《近鄉情怯》應徵，獲得是次徵文比賽的首獎，隨後在《中央日報‧副刊》中連載發表，至1966年被改編拍成電影《故鄉劫》。

## 劇情
趙常非（歐威 飾）自十歲起便由中共一手栽培成長，長大後的他成為了領導幹部，因政策而下放到青衣鎮參加整風整社工作。出身青衣鎮的李娟（江繡雲 飾）在家人的反對下加入了共產黨，與趙常非住進了「壞份子」陳耀正（葛香亭 飾）的家。趙常非在某日得知陳耀正曾經是趙姓進士的管家，於抗戰時期，陳趙二人參與抗日活動，惟趙進士慘遭共產黨殺害，其十歲兒子自此下落不明。在再三追問下，趙常非驚覺自己就是趙進士的失蹤兒子，而多年來信賴的中共實是殺父仇人。不久，反共的陳耀正被中共誣陷殺害黨幹部，陳耀正女兒陳桃（張小燕 飾）央求趙常非幫助但不得要領。不願禍連他人的陳耀正認罪，被共產黨槍決，及後妻女自殺。隨後，趙常非身邊的人一一因為黨部失去性命，悲痛的他毅然決定捨棄中共，奔向自由民主。

## 角色
| 演員   | 角色       | 備註                           |
| 歐威   | 趙常非     | 共產黨領導幹部，被下放到青衣鎮 |
| 江繡雲 | 李娟       | 出身青衣鎮                     |
| 張小燕 | 陳桃       | 陳耀正的女兒                   |
| 葛香亭 | 陳耀正     |                                |
| 何玉華 | 趙怡       | 李娟的嫂子                     |
| 林璣   | 郭彩娥     |                                |
| 孫越   | 中共政委   |                                |
| 吳恆   |            |                                |
| 湯生   |            |                                |
| 門祝華 |            |                                |
| 張允文 |            |                                |
| 崔福生 | 青衣鎮鎮委 |                                |
| 沈毓立 |            |                                |
| 朱磊   |            |                                |
| 李嵐   |            |                                |
| 劉洪生 |            |                                |

## 獎項
| 年份 | 頒獎典禮    | 獎項               | 名字           | 結果 |
| ---- | ----------- | ------------------ | -------------- | ---- |
| 1967 | 第5届金馬獎 | 最佳男主角         | 歐威           | 獲獎 |
| 1967 | 第5届金馬獎 | 揭發共匪暴政特別獎 | 中國電影製片廠 | 獲獎 |

## 外部連結
- 開眼電影網上《故鄉劫》的資料（繁體中文）
- 香港影庫上《故鄉劫》的資料（繁體中文）
- 时光网上《故鄉劫》的資料（简体中文）
- 互联网电影数据库（IMDb）上《故鄉劫》的资料（英文）